# 12 septembre 1936
Le samedi 12 septembre 1936 est le 256e jour de l'année 1936.

## Naissances
- Brigitte Simon-Hamidi, auteur, traductrice, maître de conférences et chercheuse en langue et littérature persane
- Christian Dedet, médecin et écrivain français
- Miranda Cicognani, gymnaste artistique italienne
- Serei Eri (mort le 25 mai 1993), homme politique et romancier papou-néo-guinéen
- Walter Jeremiah Sanders III, homme d'affaires, cofondateur de l'entreprise AMD
- Wolfgang Gäfgen, artiste allemand

## Décès
- Hermann Hirt (né le 19 décembre 1865), philologue et indo-européaniste allemand
- Juliette Delagrange (née le 31 mai 1880), surintendante d’usine française

## Événements
- Découverte de (1405) Sibelius
- Sortie du dessin animé Donald et Pluto